# Kohout na víně

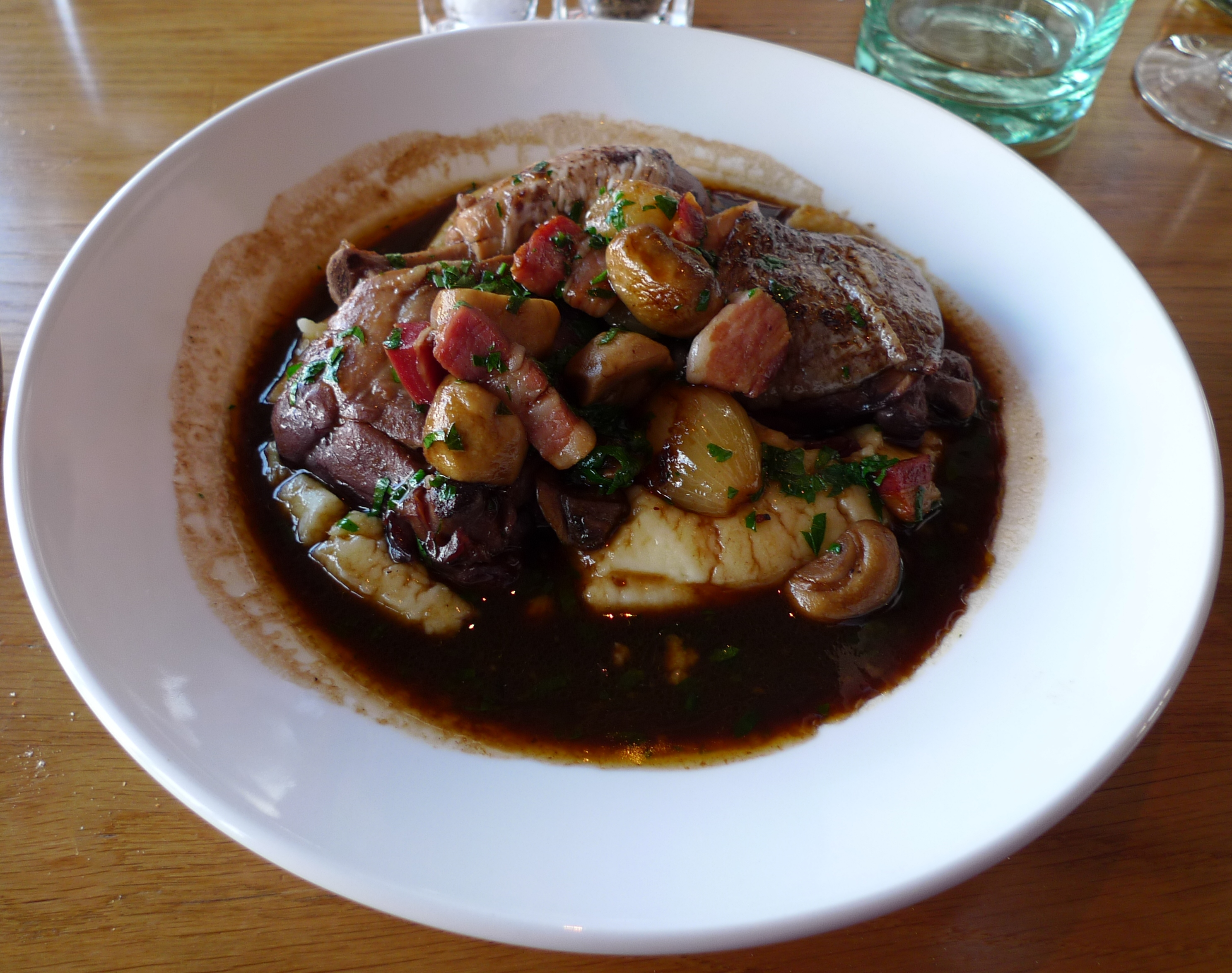
Coq au vin de Bourgogne

Kohout na víně nebo coq au vin [kɔk o vɛ̃] je francouzský pokrm z kuřete dušeného s vínem, slaninou, houbami a případně česnekem. Nejčastěji se používá červené burgundské víno, i když mnoho oblastí Francie má varianty z místních odrůd, jako jsou Coq au vin jaune (Jura), Coq au Riesling (Alsasko), Coq au Pourpre nebo Coq au violet (s vínem Beaujolais nouveau), coq au Champagne atd. 
Různé legendy recept přisuzují staré Galii a Juliu Caesarovi, ale recept nebyl doložen až do počátku 20. století; obecně se však uznává, že existoval jako venkovské jídlo dlouho předtím.  Trochu podobný recept, poulet au vin blanc, se objevil v kuchařce z roku 1864.
Ačkoli slovo coq ve francouzštině znamená kohout, většina moderních receptů vyžaduje kuře libovolného pohlaví, které je měkčí než dospělý kohout.